# Mahdi Karim
Mahdi Karim Ajeel (arabe : مهدي كريم عجيل) (né le 10 décembre 1983 à Bagdad en Irak) est un footballeur international irakien, qui évolue au poste de milieu de terrain.

## Biographie

### Carrière en sélection
Avec l'équipe d'Irak, il joue 106 matchs (pour 11 buts inscrits) depuis 2001. 
Il figure dans le groupe des sélectionnés lors des coupes d'Asie des nations de 2004, de 2007 et de 2011. Il remporte l'édition de 2007 et atteint les quarts de finale en 2004 et 2011.
Il participe également à la Coupe des confédérations de 2009, ainsi qu'aux JO de 2004. Il joue six matchs lors du tournoi olympique organisée en Grèce.
Il joue enfin 12 matchs comptant pour les tours préliminaires des coupes du monde 2002, 2006 et 2010.

## Palmarès
Il est Champion d'Irak 2014 avec Al Shorta.
Avec l'Irak, il remporte la Coupe d'Asie des nations en 2007 en battant l'Arabie Saoudite en finale. 